# 伊日·塔巴克
伊日·塔巴克（捷克語：Jiří Tabák，1955年8月8日—），捷克男子竞技体操运动员。他曾代表捷克斯洛伐克参加1976年和1980年夏季奥林匹克运动会体操比赛，其中1980年奥运会获得男子吊环铜牌。